# Boldisár Kálmán
Boldogfalvai Boldisár Kálmán (Debrecen, 1869. november 15. – ?) magyar történész, debreceni rendőrfőkapitány-helyettes. A neve előfordul Boldizsár alakban is. Gyakran használta a Calamus dr. írói álnevet.

## Élete
Középiskolai tanulmányait a debreceni református kollégiumban végezte, majd az ottani jogakadémia elvégzése után a budapesti egyetemen szerzett doktori oklevelet 1893-ban. 1898-ban rendőrkapitány, 1905-ben főkapitány-helyettes volt. 1920-ban Debrecen városi tanácsnoka, egészen 1926-os nyugdíjazásáig. Ekkor városi táblai főjegyzővé nevezték ki. 
Főként Debrecen történetével és néprajzi forrásaival foglalkozott. Beutazta az egész országot és 1900-ban európai körutat tett. Értékes heraldikai és insignológiai tevékenységet fejtett ki. A hajdúk 120 egyéni nemesítéséről tudott, melyet a vármegyei kihirdetések figyelembe vételével készített és 1943-ban megjelent újabb közleményével 225-re emelt. 
1923-ban a debreceni egyetem irodalmi munkásságáért bölcsészdoktorrá avatta. Horatius Ódáinak és Homérosz Iliaszának fordításával foglalkozott. 1885 óta saját neve és Calamus álnévvel versei, elbeszélései és tárcái jelentek meg a debreceni és más vidéki lapokban is.
Felesége Szentmiklóssy Margit (1879–1959), Szentmiklóssy Sándor földbirtokos és Leitner Borbála leánya, akivel 1907-ben kötött házasságot. Legalább két fiuk – László és György – született.

## Művei
- Prózák. Elbeszélések. Debrecen, 1890
- Emberekről. Debrecen, 1899. Haladás. 39 l. (A "Haladás" páholy könyvtára V.)
- Rákócziról és a kurucokról. Debrecen 1903
- Calamus dr: Bocskay hadi népe. Turul, 25, 1907. 182-193. l.
- Calamus dr.: Bocskay hadi népe. Harmadik (kiegészítő) közlemény. Turul 1943. 1–2. sz.
- Boldisár Kálmán: Bocskai István koronájáról. Debrecen 1925
- Régi Debrecen Boldisár Kálmán. Szerkesztő. 1930
- A Debreceni Casino százéves története 1833-1933. Debrecen 1933